# Budalin
Budalin (birm. ဘုတလင်) – miasteczko w Mjanmie, w prowincji Sikong, dystrykcie Munywa i township Budalin.
Miejscowość leży przy drodze szybkiego ruchu nr. 71, z Munywa do Ye-u oraz przy linii kolejowej Munywa—Kin-u.